# Boarmia odontocrossa
Boarmia odontocrossa är en fjärilsart som beskrevs av Turner 1947. Boarmia odontocrossa ingår i släktet Boarmia och familjen mätare. Inga underarter finns listade i Catalogue of Life.